# الخروج من الجنة (فلم)
الخروج من الجنة فيلم موسيقي درامي رومانسي مصري من إنتاج عام 1967، ومن إخراج محمود ذو الفقار. وهو مقتبس عن مسرحية توفيق الحكيم التي نشرت عام 1952

## قصة الفيلم
تتعرف الصحفية عنان بمختار الذي لا يحاول استغلال موهبته الموسيقية، يعيش في ضياع ويحيط به رفاق اللهو والعبث، تتوطد علاقتهما ويتزوجان، تحاول عنان إبعاده عن حياته العابثة لكي يتفرغ لفنه . تنشب بينهما الخلافات التي تنتهي بالطلاق . يندم مختار ويحاول إعادة عنان ولكنها ترفض وتتزوج من آخر رغم أنها ما تزال على حبها لمختار، فهي تضحي حتى يتعذب بحبها فتتفجر طاقته الدفينة في أعماقة وبالفعل يصبح مطربا مشهورا وتسعد هي بذلك.

## طاقم التمثيل
- فريد الأطرش : (مختار)
- هند رستم : (عنان)
- عماد حمدي : (أحمد رفعت)
- أحمد رمزي : (كامل)
- محمود المليجي : (والد عنان)
- سهير المرشدي : (ليلى)
- ليلى شعير : (نادية)
- زوزو ماضي : (خديجة)
- عادل إمام : (عباس)
- كوثر شفيق
- محسن حسنين
- حسين إسماعيل

## روابط خارجية
- مقالات تستعمل روابط فنية بلا صلة مع ويكي بيانات